# Kenzō Shirai
Kenzō Shirai (白井 健三?, Shirai Kenzō; Yokohama, 24 agosto 1996) è un ginnasta giapponese, vincitore della medaglia di bronzo al volteggio e membro della squadra vincitrice della medaglia d'oro ai Giochi di Rio de Janeiro 2016.

## Palmarès
- Giochi olimpici estivi

Rio de Janeiro 2016: oro nel concorso a squadre e bronzo nel volteggio.
- Campionati mondiali di ginnastica artistica

Anversa 2013: oro nel corpo libero.
Nanning 2014: argento nel concorso a squadre e nel corpo libero.
Glasgow 2015: oro nel corpo libero e nel concorso a squadre.
Montreal 2017: oro nel corpo libero e nel volteggio, bronzo nel concorso individuale.
Doha 2018: argento nel corpo libero, bronzo nel concorso a squadre e nel volteggio.